# Schizo Deluxe
Schizo Deluxe è l'undicesimo album in studio della thrash metal band canadese Annihilator pubblicato nel 2005 dalla AFM Records.

## Tracce
1. Maximum Satan – 4:36 (Waters)
2. Drive – 4:58 (Waters)
3. Warbird – 4:42 (Waters)
4. Plasma Zombies – 4:45 (Waters)
5. Invite It – 4:57 (Waters)
6. Like Father, Like Gun – 4:20 (Waters)
7. Pride – 4:56 (Waters, Padden)
8. Too Far Gone – 4:23 (Waters)
9. Clare – 6:46 (Waters)
10. Something Witchy – 5:22 (Waters)

Durata totale: 49:45

## Edizione speciale
Venne pubblicata anche un'edizione speciale del disco che in aggiunta conteneva tre bonus track.

### Tracce
1. Maximum Satan – 4:36 (Waters)
2. Drive – 4:58 (Waters)
3. Warbird – 4:42 (Waters)
4. Plasma Zombies – 4:45 (Waters)
5. Invite It – 4:57 (Waters)
6. Like Father, Like Gun – 4:20 (Waters)
7. Pride – 4:56 (Waters, Padden)
8. Too Far Gone – 4:23 (Waters)
9. Clare – 6:46 (Waters)
10. Something Witchy – 5:22 (Waters)
11. Weapon X – 3:33 (Waters) – (Tratta dall'EP The One)
12. I Am in Command – 3:52 (Waters) – (Prima registrazione con Coburn Pharr alla voce nel 1990)
13. Annihilator – 4:03 (Waters) – (Prima registrazione risalente al 1985)

Durata totale: 61:13

## Formazione
- Dave Padden - voce, chitarra ritmica
- Jeff Waters - chitarra solista
- Sandor De Bretan - basso
- Rob Falzano - batteria